# 薛琡
薛琡（?—?），胡姓叱干氏，字昙珍，代人，河南郡洛阳县人。河東公薛彪子之子、薛野䐗之孫、聊城侯薛達頭的曾孫。

## 生平
按《北齊書》記載：薛琡儀望甚美，而且形貌魁伟，年青是就以干练著称。担任典客令。孝明帝曾召见薛琡，对他说：“卿风度峻整，姿貌秀异，后当升进，何以处官？”薛琡说：“宗庙之礼，不敢不敬，朝廷之事，不敢不忠，自此以外，非庸臣所及。”
正光年间，擔任洛陽縣令，有犯法的人，不加刑讯，直以辞理穷核，多得实情。于是豪强奸猾之人畏惧威严，事务简静。當時洛阳狱中只有囚犯三人。魏孝明帝称赞他，赐缣百匹。官至吏部尚书。尚書崔亮遷掌吏部，因官不勝選，特別創立停年格，薛琡上書反對停年格。

## 延伸阅读
[在维基数据编辑]
 《北齊書·卷26》，出自李百药《北齊書》